# Championnat d'Australie féminin de water-polo
Le championnat d'Australie de water-polo ou National Water Polo League (NWPL) est la principale compétition australienne de water-polo. Elle est organisée par l'Australian Water Polo depuis 1990 chez les hommes et 2004 chez les dames.

## Déroulement
Dans les années 2000, les championnats féminin et masculin se jouent en deux phases. En début d'année civile, une phase régulière en matches aller et retour, puis une phase finale d'une semaine où s'affrontent les six meilleures équipes de la phase régulière.

## Palmarès féminin
- 2004 : Fremantle Marlins[1]
- 2005 : Fremantle Marlins[1]
- 2006 : Cronulla Sharks[1]
- 2007 : Fremantle Marlins[1]
- 2008 : Fremantle Marlins[1]
- 2009 : Brisbane Barracudas[1]
- 2010 : Brisbane Barracudas[2]
- 2011 : Fremantle Mariners[3]
- 2012 : Cronulla Sharks[4]